# Otographic Music
Otographic Music（オトグラフィック・ミュージック）は、日本のインディーズのレコード・レーベルである。

## 概要
2009年12月3日にKenji Sekiguchiによって設立された。Otographicとは「音（Oto）で描くグラフィック（Graphic）」という意味を持たせた造語である。
現在ではNhatoやShingo Nakamuraといったダンス・ミュージック界の著名日本人アーティストがレーベルメイトとなり様々な楽曲をリリースしているだけでなく、ストリーミング配信や、同レーベルにゆかりのあるアーティストによるDJイベントなどが行われている。
2020年には、レーベル設立10周年を記念してアルバム「Otographies」をリリースした。この際にはゲストとしてREMO-CONとBlacklolitaを招いた。

## スタッフ

### アーティスト
以下15名のアーティストが所属している。
- Kenji Sekiguchi（代表[5]）
- Nhato
- Hiroyuki ODA
- Kyohei Akagawa
- Shingo Nakamura
- Taishi
- Dominant Space
- KaNa
- KIWAMU
- Kazusa
- Tin5ha
- OCOT
- Masanori Yasuda
- aran
- Ryunosuke Kudo

### デザイナー
- SoU

## ライブ配信

### Otographic Arts
Otographic Artsは、Otographic MusicによるDJ配信番組である。
毎月第一火曜日の20:30から23:00にかけてTwitch上で放送されている。サマータイムが適用される時期では21:30から開始される。
通常のタイムテーブルは
- 20:30 - 21:00 SoU（Warm Up Mix）
- 21:00 - 22:00 Kenji Sekiguchi
- 22:00 - 23:00 Nhato

となっている。Kenji Sekiguchiはディープ・ハウスやプログレッシブ・ハウスを、Nhatoはエレクトロ・ハウスやトランスを中心とした選曲である。
最新のダンス・ミュージックが選曲されるだけでなく、同レーベルからリリースされる最新楽曲の先行試聴も可能である。
また、アートディレクターのSoUによるVJが挿入されている。